# マニュアルトランスミッション

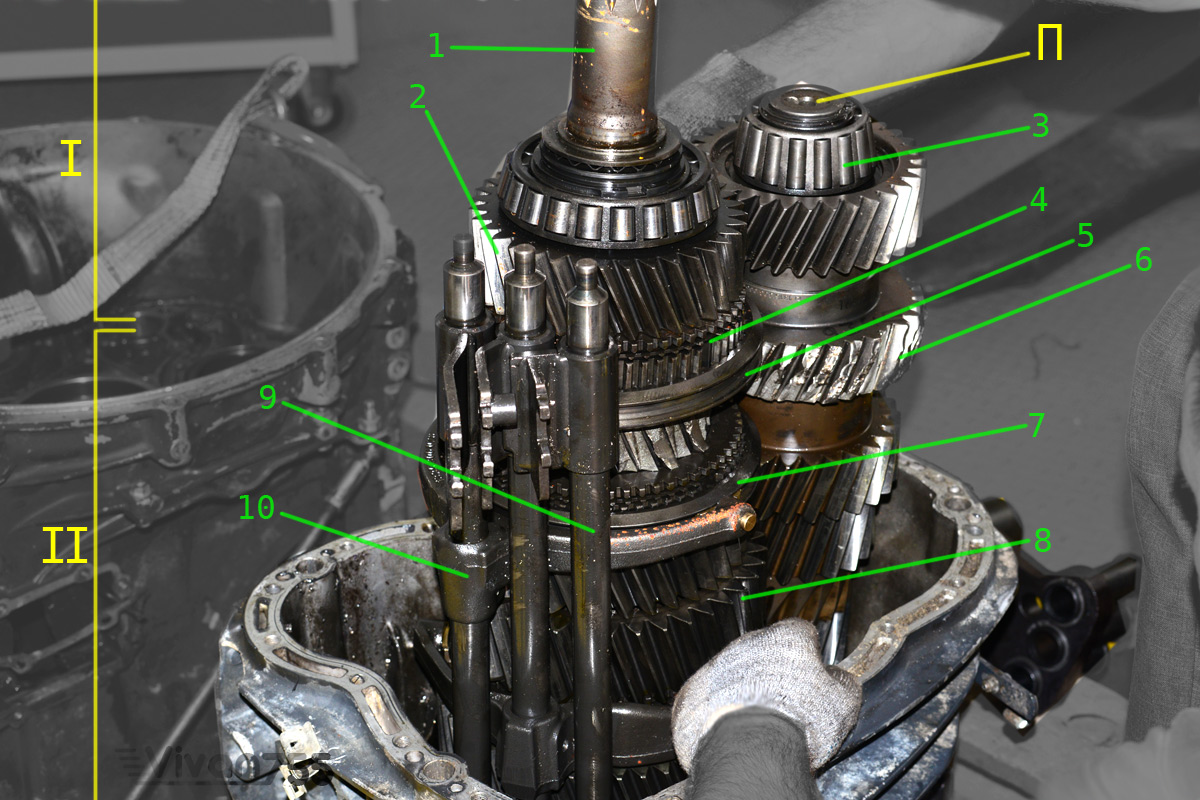
16速（2x4x2） ZF 16S181トランスミッション
I - インプットシャフト、II - メインシャフト、П - カウンターシャフト、1 - インプットシャフト、2 - スプリッターハイギアホイール、3 - ベアリング、4 - スプリッターシンクロナイザー、5 - スプリッタースライドスリーブ、6 - 6速ギアホイール（破損している）、 7 - 3速-4速ギヤスライドスリーブ、8 - 2速ギヤ駆動ホイール、9 - 後退ギヤシフトレール、10 - 3速-4速ギヤシフトレール
・シフトチェンジは、手元のシフトレバーを動かし、それにつながるシフトフォーク・シャフトがスリーブを押し、スリーブをギアに噛ませることで行う。
・スリーブを移動させることで、シンクロナイザ・キーがメーン・シャフト軸方向に移動し、シンクロナイザ・リングを押す。
・シンクロナイザ・リングは、メーン・シャフト上を空転するようになっている各ギヤのコーン部分にあたり、クラッチの役目をする。
・スリーブは、シンクロナイザ・リングをギアのコーン部に押し付けて、摩擦によりシャフトとシンクロナイザ・リングとギアの動きを同期させ、シンクロナイザ・ハブとシンクロナイザ・リングとギアの歯をかみ合わせる。

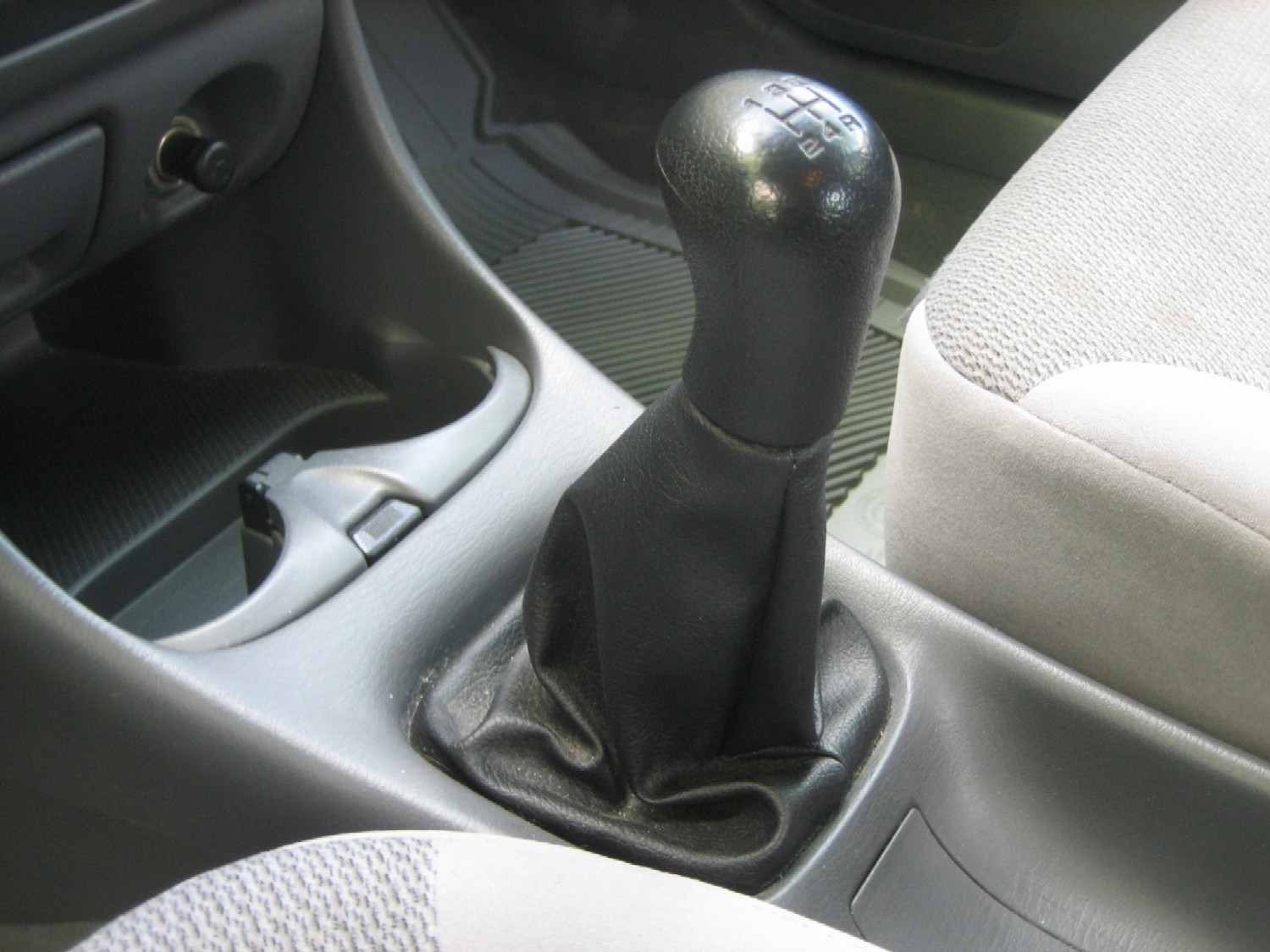
マニュアルトランスミッション車におけるシフトノブの例

5速マニュアル車のシフトパターンの例

マニュアルトランスミッション（英: Manual Transmission, MT）（以下MT）もしくは手動変速機（しゅどうへんそくき）とは、動力伝達機構のうち車両に搭載される変速機構で、運転者が減速比（ギア）を選択して操作するトランスミッション（変速機）。主に内燃機関が原動機である自動車やオートバイ・農業機械などに装備されているが、一部のハイブリッド車やEV車にも装備される例がある。
オートマチックトランスミッション（以下AT）や'''CVT'''、電気自動車が普及してからはその需要が著しく減少している。

## 概要
MTは車両の運転のうち、変速を運転者が選択して操作する必要があり、その動作には基本的に電気を必要としない。さらにATと比較して部品点数が少なく、歯車が直結する部分が多いことから伝達ロスが比較的少ない特徴をもつ。
一般的にMTは、減速比が異なる歯車の組を、変速段数と同じ数だけ持つ。これに対し、代表的なATは、遊星歯車機構の動作を切替えて減速比を変更しており、変速段数とギアの組数は必ずしも一致しない。現代の自動車のMTは、運転者が任意のギア段に飛び越して変速できる一方、オートバイやレース車両のMTでは、隣り合うギア段でしか変速することができないものが多い。後者を特にシーケンシャルマニュアルトランスミッションと呼ぶ。
ATが開発され普及した結果、レトロニムとして旧来の手動変速機がMTと称されるようになった。イギリス英語ではマニュアル・ギアボックスとも呼ばれる。日本語の慣例ではMT、マニュアルなどと略称される。一部でMTを指して「ミッション」という略語が用いられる場合があるが、「ミッション」は「トランスミッション」の略であり、MTかATかを区別することにはならないため、正しい用法ではない。
2010年代において、日本国内の自動車販売台数におけるMTの普及台数は少なく、業務用の大型車や作業用車両、趣味性が強いスポーツタイプ乗用車などに搭載されるに留まる。またスポーツタイプでも高価格帯では殆ど絶滅状態で、フェラーリ、マクラーレンといった代表的なスーパーカーメーカーではMTを全廃することも珍しくなくなった。フェラーリ最後のMT設定車であるカリフォルニアでは、英国で販売された260台のうち、MTはただ1台だけであったことからもその需要の少なさは窺える。
一方、ポルシェやBMWは依然としてMT車を残しているほか、マツダはCX-8を除く全ラインナップにMTを設定するなど中低価格帯を中心に需要は多少残っている。マツダの場合アテンザは売上の10%、ロードスターに至っては75%がMTである。近年はトヨタもエンジン回転数自動調節機能を持つiMT（インテリジェンス・マニュアル・トランスミッション）を開発して、一般向け乗用車に搭載するようになってきている。

## 内部構造

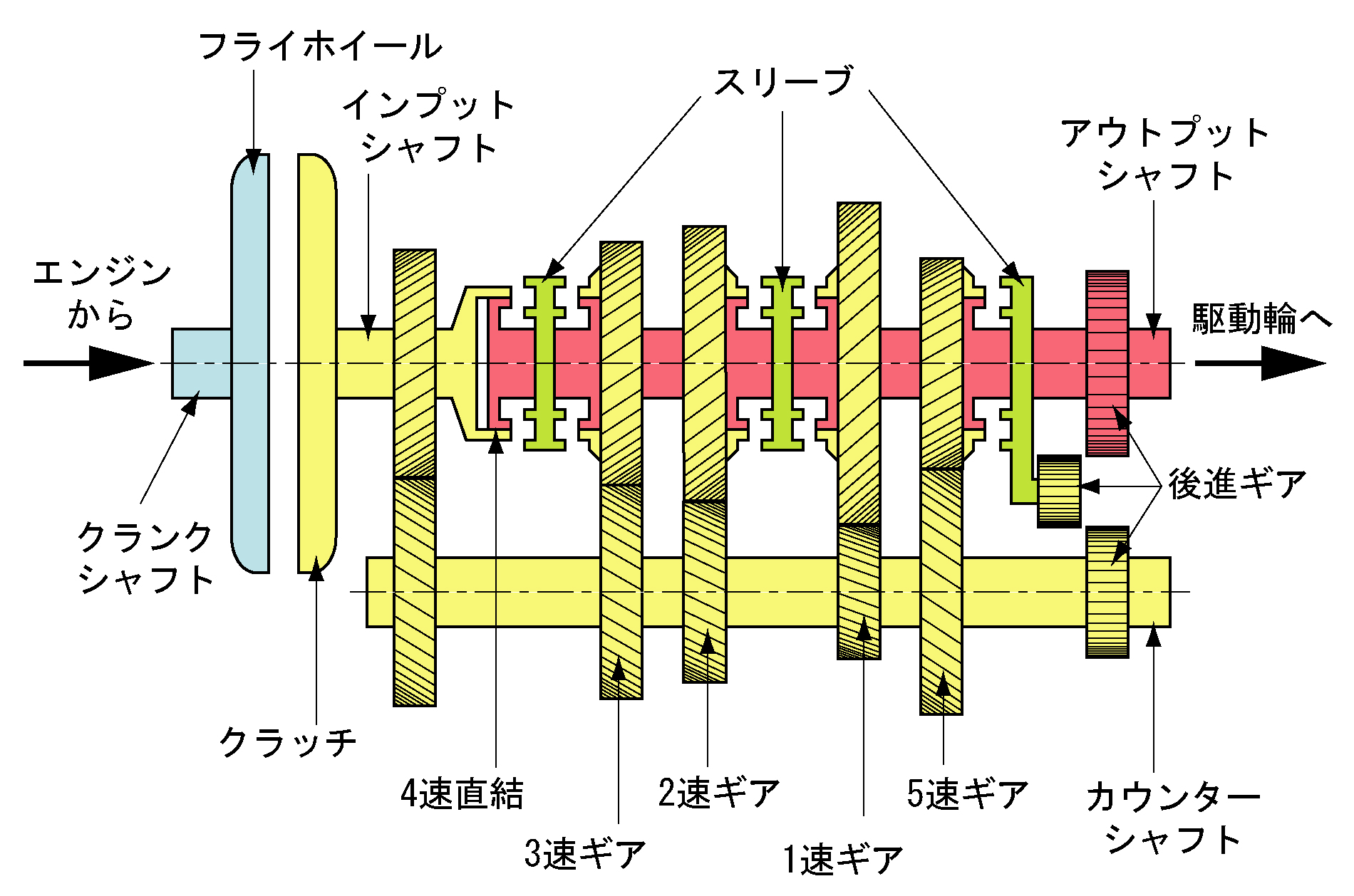
フロントエンジン・リヤドライブ車用の5速MTの一般構造図（車体を真横から見た構図）
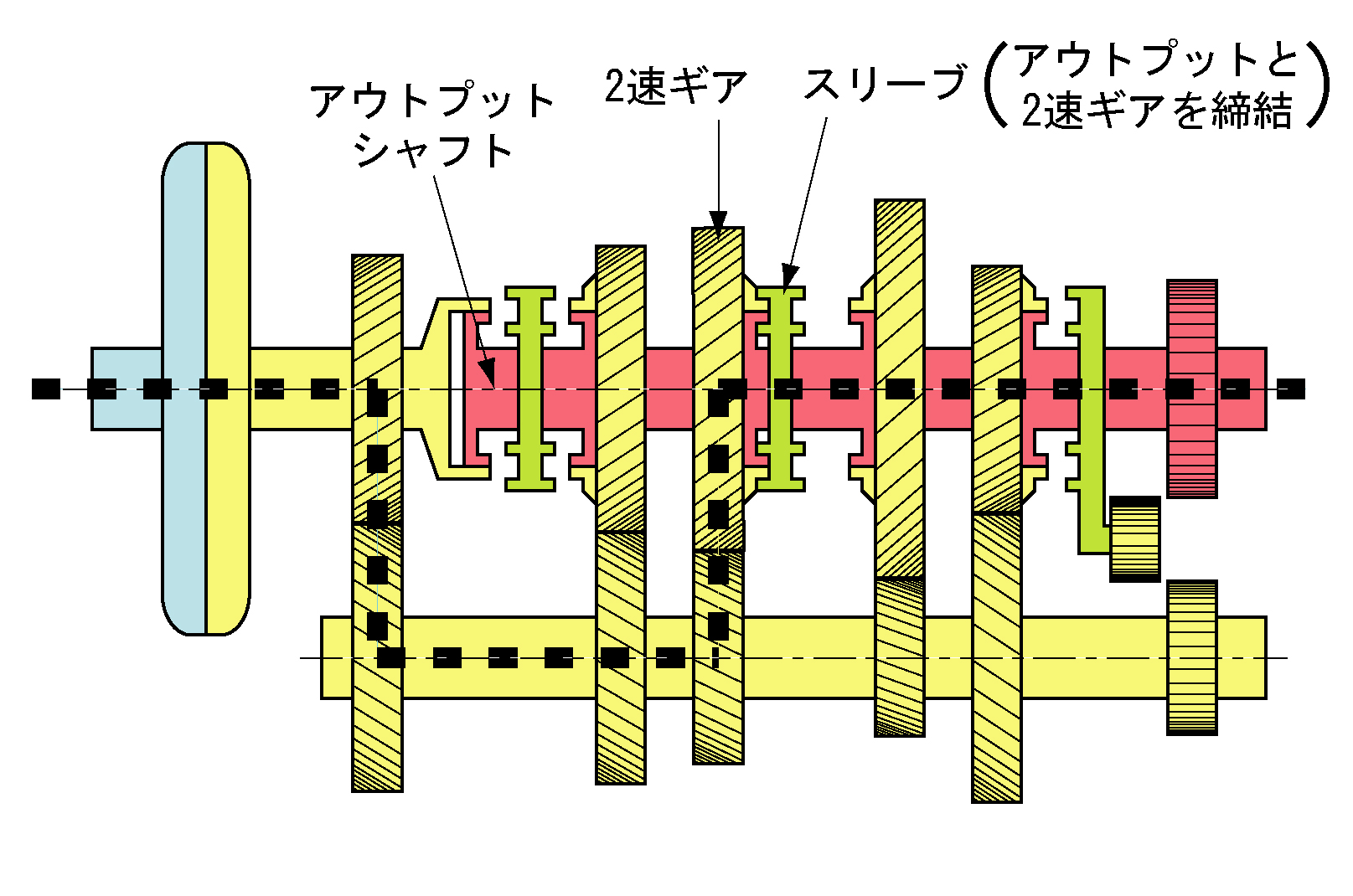
2速における駆動力の伝達経路（破線部）

上図の構成は一例であり、上図でアウトプットシャフトに保持されている歯車がインプットシャフトに保持される場合もある。また、前輪駆動車のようにディファレンシャルギアを内蔵してトランスアクスルとなる場合もある。
自動車用のMTでは3段程度から10段を超える物まで、用途や時代に応じて異なる段数の前進ギアを備え、後進ギアは1段の場合がほとんどである。上図のようにインプットシャフトとアウトプットシャフトが同軸となるMTでは、最高段の「トップギア」で歯車を介さず両シャフトを直結して伝達する構造をとり、減速比を1:1とするものが多かった。この方式を初めて採用したのは1898年にルイ・ルノーがド・ディオン＝ブートン（De Dion-Bouton）車の改造で開発した「ヴォワチュレット」（Voiturette）で、通常多用されるトップギアでMT内部の摩擦を減らし、効率よく駆動させる狙いがあった。以後、世界各国の自動車メーカーが追随する方式となっている。エンジン回転数より出力軸の回転数が高くなる（1:1以上）のギアは「オーバートップ」や「オーバードライブ」と呼ばれ、エンジン回転数を低く抑えて静粛性・経済性を高める効果があったが、その普及は道路交通の高速化が進展した第二次世界大戦以降である。MTとは別体のオーバードライブユニットが組み込まれた物もあり、代表例としてイギリスのMG・MGBではシフトノブに組み込まれたボタンによって作動させた。

### シャフト
MTを構成する歯車やシンクロメッシュのシャフトは複数あるが、車両の駆動方式によって、入力軸と出力軸の配置や数が異なる。例えばフロントエンジン・リヤドライブ車のように、一方から入力を受けて反対側へ出力する場合、上図のようにインプットシャフト、カウンターシャフトおよびアウトプットシャフトの3本がある。インプットシャフトとアウトプットシャフトは同軸上にあるため、一方の端が中空でもう一方の端がその中に挿入される場合もあり、この場合は両方を合わせてメインドライブシャフトと呼ばれる。一方、前輪駆動車に多い、入力軸に向かって出力する形式の場合は、インプットシャフトとカウンターシャフトの2本のみ存在する。

### 歯車

4速MTの機構模式アニメーション

トランスミッションに組み込まれる歯車は、選択された段位の歯車だけが噛み合う選択摺動式と、各段の歯車が常時噛合いつつ、噛合いクラッチで歯車とシャフトを1段だけ接続する常時噛合い（コンスタントメッシュ、英: constant mesh）式がある。
選択摺動式では、歯車はシャフト上をスライドできるように保持されている。歯車の歯面を滑らせながら噛み合いと分離が行われるため平歯車が用いられる。黎明期の自動車では一般的だったが、滑らかな変速には高度な技量を要するため、現代の自動車用途では後退ギアを除いて常時噛合い式に取って代わられている。
常時噛合い式では、歯車はシャフトとは独立して回転し、各段の歯車は常に噛合っている。歯車の側面とシャフトには噛合いクラッチ用の歯が設けられ、変速操作時は対応するクラッチスリーブがスライドして、歯車とシャフトの歯を嵌合（かんごう）させて動力を伝達する。

### シンクロナイザー
自動車用のMTにはシンクロナイザー（英: synchronizer）と呼ばれる機構が組み込まれることが一般的で、これを備える変速機構はシンクロメッシュ（英: synchromesh）と呼ばれる。これは常時噛合い式変速機のクラッチスリーブと歯車が噛合う際に、滑らかに互いの回転速度を同調（シンクロナイズ）させる機構である。
クラッチスリーブと歯車は互いに異なる回転速度で回転している場合がほとんどで、その速度差が大きい場合は噛合い歯の衝突による騒音が発生したり、機構を傷めることもある。シンクロナイザーはクラッチスリーブと歯車の間の同軸上に介在し、変速操作によって滑らかな面で荷重を受けながら歯車へ押しつけられ、摩擦力でクラッチスリーブから歯車へと回転を伝達する方式が広く普及している。シンクロメッシュが普及したことで、自動車の運転がより容易となった。
古くは自動車用MTもシンクロナイザーを備えていないのが一般的で、シンクロメッシュが普及したのちには対比的にノンシンクロトランスミッションと呼ばれるようになった。耐久性や整備性の観点から、ノンシンクロトランスミッションは現在でも大型の自動車、建設機械、オートバイあるいは競技用の自動車などで利用される例がある。

### 後進ギア
一般的な自動車用のMTでは、前進ギアが2つの歯車で一組であるのに対し、後進ギアはリバースアイドラー（英: reverse idler gear）と呼ばれる歯車を加えた3つの歯車が1組で構成される。前進ギアよりも歯車を1つ多く介して伝達されるため回転方向が逆になる（後退とも言う）。
前進ギアに常時噛み合い式が採用されることが一般的になってからも、後進ギアには選択摺動式が採用されることが多かったが、後進ギアにも常時噛み合い式が採用され、同時にシンクロナイザーが組み合わされるようになった。選択摺動式の場合、カウンターシャフトとアウトプットシャフトに固定された歯車は互いに噛み合っておらず、後進が選択されるとがこれらの歯車の間にリバースアイドラーが挿入されて動力を伝達する。そのためリバース時には独特のうなり音が発生する。また、選択摺動式の場合は平歯車であるため、はす歯歯車を利用したほかの段位に比べると走行時の騒音が大きくなる。

## 整備
MTはオイルで潤滑されていて、定期的に交換しなければならない自動車もある一方、交換を不要とする車種もある。マニュアルトランスミッションの潤滑に用いられるオイルはギアオイルと呼ばれ、歯面の滑りや歯面にかかる圧力で油膜が切れるのを防ぐため、硫黄やリン、亜鉛などからなる極圧添加剤と呼ばれる化合物が添加されており、特有の匂いがある。ただしギヤの種類の関係からディファレンシャル系統などに比べ過酷度は一般的には厳しくなく、また極圧剤がシンクロメッシュへの攻撃性を持つ場合があるため、ディファレンシャル系統よりも極圧性の低いオイルが指定される事が多い。しかしディファレンシャルと一体化したトランスアクスルにおいては一定の極圧性が求められるためシンクロ攻撃性とのバランスが求められる。一部の製造業者ではギアオイルにこれらの添加物を使わず、近年までは通常のエンジンオイルを指定していたが、現在では自社ブランドのギアオイルを指定している。4サイクルエンジンを搭載したオートバイのMTはエンジンのクランクケースと一体化したギアハウジングを採用している車種がほとんどで、エンジンオイルによってトランスミッションも同時に潤滑する。

## クロースレシオトランスミッション
各変速段の間の歯車比の差が比較的小さいトランスミッションはクロースレシオトランスミッションと呼ばれる。クロース（Close）は「近い」の意で、歯車比の差を小さく（近く）することで、変速前後のエンジン回転速度の変化を小さくできる。

## MT車特有の運転操作
AT搭載車やセミオートマチックトランスミッション搭載車とは異なり、MT搭載車ではクラッチの操作を運転者が行う。車両を停止させる場合やシフトチェンジを行う際にはクラッチを切ってトランスミッションへ伝達される動力を遮断する。自動車ではペダルによって、オートバイではハンドルの左側に付いたレバーで操作するのが一般的で、単純な動力の断接だけでなく、クラッチを滑らせながら部分的に動力伝達させる半クラッチと呼ばれる操作もMT搭載車を運転する上で不可欠な運転操作である。
登坂路で発進する際はクラッチを切ったままブレーキペダルから足を放すと車両が後退してしまうため、これを防ぐためにパーキングブレーキを利用し、クラッチ接続と同時に徐々にブレーキを解放する運転操作もある。「坂道発進」と呼ばれ、日本の自動車教習所ではMT車を運転する実技の必須項目となっている。
左足でクラッチを操作するのと同時に、右足でブレーキとアクセルを同時に操作する場合もあり、ヒール・アンド・トウと呼ばれる。3つのペダルで運転操作を行うMT搭載車特有の操作方法である。また、モータースポーツなどで行われる特殊な操作方法として、走行中にアクセルを開いたままクラッチを切り、エンジンの回転速度が上がったところで急激にクラッチを接続する操作もある。故意に駆動輪を空転させて、エンジンの回転速度を出力が高い領域、すなわちトルクバンドに保って走行するための運転技術である。駆動輪が空転するため車体の挙動が不安定になるが、これをドリフト走行のきっかけに利用する場合もある。

### クラッチスタートシステム
トランスミッションをニュートラルにしないまま、クラッチを踏まずにエンジンを始動させると車両が走り出して事故に繋がる恐れがあることから、日本国内では、1999年7月以降より新車で販売されているMT車には、クラッチを踏まないとエンジンがかからない、クラッチスタートシステムの採用が義務付けられている。

## 他の変速機との比較
乗用車の場合、一般的な自動変速機と比較すると次のような特徴がある。
- 構造が単純で、許容トルクに比して小型、軽量である。
- 歯車による伝達のため、CVTよりも伝達効率が高い。
- 定常運転時は滑りのない摩擦クラッチと組み合わされるため、ロックアップ機構を持たないトルクコンバータ式ATより伝達効率が高い。
- 押しがけや引きがけ[注釈 1]によるエンジンの始動が可能である（クラッチスタートシステム装着車でも可能である）。
- AT車に比べて複雑な運転操作を要するが、逆にいえば単にブレーキペダルとアクセルペダルを踏み間違えただけでは意図せぬ発進をせず、意図せぬ急加速も抑えられることでもある。

- 複雑な運転操作により運転に対する集中力が保たれるとする主張や、複雑な運転操作に楽しみを見出す趣向もある。

## マニュアルモード付きAT
AT車のカタログに「マニュアルモード付き」などのように記載されていれる場合、通常のモードでは自動で行われる変速を、ドライバーの任意で選択できるスイッチを設けたATを示している。CVTの場合は、自動制御では変速比を無段階で連続的に変化させているが、マニュアルモードではCVTの変速範囲の中で段階的に設定された変速比をスイッチで選択できるように制御する。いずれも変速比を任意で選べるだけであり、MTのようなクラッチ操作は不可能かつ不要である。英語圏では、マニュアルモード付きのトルクコンバータ式ATは「manumatic」と呼ばれる。
現在のF1、NASCAR、インディカー、SUPER GT、DTM、WRC、ル・マンなどのプロ向けビッグレースでは軒並みセミATが採用されており、変速の速さで劣るMTは完全に絶滅している。一方86/BRZレース→GR86/BRZ Cupやスーパー耐久（ST-2〜ST-5クラス）のようなアマチュア色の強いレースや、ドリフトのような特殊な操作を必要とする競技は依然としてMTが主流である。
小型バイクなどに使われる自動遠心クラッチ等を利用した手動変速機も、セミオートマチックトランスミッションも、マニュアルモード付きATも共に、日本の運転免許制度上では、クラッチ操作ペダル・クラッチ操作レバーがなければオートマチック限定免許で運転が許される。

## 日本の普及状況
MTは比較的製造コストが低く、動力の伝達が効率的であったため、かつてはMTが主流で、ATは一種の贅沢品としてオプション設定とされることが多かった。特に排気量の小さい小型車については、初期のATはトルクコンバーターの損失が大きく、走行性能・燃費性能共に低かったため、エンジンの動力を効率的に使えるMTが適していた。
しかし、近年の車種では無段変速機（CVT）やATの方が燃費でも走行性能面でも優位に立っており、性能的アドバンテージを失ったMTは大きく数を減らした。日本では1980年代後半まで、MTは四輪自動車の変速機構の主流であったが、今はモデルチェンジや改良によりMTを廃止し、ATもしくはCVTのみに縮小されることが多い。また三菱自動車（日本国内における。輸出仕様には現在もMT車が存在する）のように自社生産車からMTを全廃する意向のメーカーも現れた。モデル別に見ても、ミニバンでは、1999年（平成11年）の日産・セレナのモデルチェンジ、トヨタのエスティマエミーナ及びエスティマルシーダのモデル廃止をもってラインナップから姿を消した。2017年（平成29年）の国内MT比率は2.6 %であった。
このようにMTは完全に時代遅れの感が強いが、2019年（平成31/令和元年）現在でもスバル・WRX STIやトヨタ・マークX GRMN（限定生産）のようなMT専用モデルが販売されているほか、スズキ・ジムニー、ホンダ・S660、トヨタ・86/スバル・BRZ、マツダ・ロードスターのような安価かつ趣味性の強い車種ではMTがATより売れているものもある。スズキは、ブランクを経て復活した8代目アルトワークスで、MTを操ることの楽しさを前面に押し出した宣伝を行っていた。これら以外にも、トヨタ、マツダ、スズキは実用車種にも積極的にMTをラインナップしている。また、変速操作に合わせてエンジン回転数の制御を行う日産の「シンクロレブコントロール」や、それに加えて微速時や坂道発進時にスロットルを多めに開いてエンストを防ぐトヨタのiMTのような、新たな付加価値を持つMT車も増えており、運転操作の難しさを払拭し、MT車の良さを伸ばす努力がなされている。

### 営業用自動車
トラックやバスなどの商業用大型車では、流体クラッチの伝達ロスから必然的に生じる数%の燃費の差を克服できず、商用車で厳しく要求される燃料コストや整備性、積載時の走行性能の問題からMT車が主流であった。しかし、2000年代半ば以降、MTをベースとしたセミオートマチックトランスミッションが実用レベルに達し、MT車と遜色ない燃費・走行性能が実現したことで、トラックでもAT・オートメイテッドマニュアルトランスミッション（AMT）への移行が進んでいる。
大型・中型バスも2000年代まではMT車が主流であったが、交通バリアフリー法によるノンステップバス化、ハイブリッド車の普及やエンジンの小排気量化に伴ってAT・AMTへの移行が進んだ結果、2021年（令和3年）時点では、大型路線バスの新車ラインナップからは消滅し、大型観光バスは日野・セレガといすゞ・ガーラの一部仕様のみと、小型トラックとパワートレインを共用するマイクロバスに残る程度となっている。
日本のタクシーも同様で、1990年代まではMTが主流であったが、2014年（平成26年）の第二種普通運転免許取得者の15,701人中、55 %の8,649人がAT限定で取得している。タクシー用の車種構成も、2008年（平成20年）から2009年（平成21年）にかけてトヨタ・クラウンコンフォートやトヨタ・クラウンセダン、日産・セドリック営業車がATのみになった。クラウンコンフォート・クラウンセダンの後継タクシー専用車であるトヨタ・ジャパンタクシーも、トヨタ・ハイブリッド・システムと称する電力・機械併用式CVT専用車である。

### オートバイ
オートバイでは50ccスクーターを除き、ほとんどがクラッチレバーを持つMTであったが、いわゆるビッグスクーターブームで、一時的に250ccクラスは販売台数の大半がATとなった。それに伴い、2005年（平成17年）には普通二輪免許（小型限定も含む）と大型二輪免許にAT限定が新設された。現在はビッグスクーターブームの衰退と、カワサキ・Ninja 250Rなどのスポーツバイクのヒットで、250ccクラスにおけるMTの販売比率が戻りつつある。なお、オートバイの場合はMTといっても、現代の自動車と違ってほぼ全てがノンシンクロトランスミッションである。

### 軍用車
大型トラックや特殊車両などの場合、MTでは操作に習熟した者でないと発進すら困難な場合があるが、ATでは自動車の運転ができる者ならある程度運転することは可能であり、小型車両においても片手片脚を負傷した状態でも運転可能となる。戦車のような装甲戦闘車両でもかつてはMTが用いられたが、現在では大出力化に伴いMT変速が困難となったため、基本的にATが用いられている。

### MT普及率の低下による影響
東アジア、北米、中東、東南アジア、豪州などはAT車が主流となり、次のような状態が発生している。
- MTが設定されている車種が減少し、多くの車種・クラスでMT車を選びたくても選べないほどにまでなっている。2019年（平成31年/令和元年）現在、AT専用車が多数を占めており、そのため、クラス・グレードを問わず、既にAT車・CVT車しかないのが現状である。よく似た境遇でガラケー（フィーチャーフォン）とスマホ（スマートフォン）の関係が正にこれと当てはまり、ガラケーがMT車、スマホがAT車・CVT車と揶揄されることも少なくない[誰によって?]。
  - 近年では乗用車のAT化の進行の影響を受ける形で、それとプラットフォームを共用するステーションワゴン型ライトバンにおいてもMTが廃止されている。例えばトヨタ・ヴィッツがベースであるプロボックス/サクシードが、2014（平成26）年夏に衝突安全性の見直しで大幅改良を受けた際に全車CVTとなり、商用バンからMT仕様が消滅した（ヴィッツのMT車は一時期設定がなかった時期があるが、現在も設定が存在する）。
- かつては同一車種の同一グレードで比較した場合、AT車はMT車よりも高額であったが、AT車の普及によって価格差が小さくなり、ほとんど価格差がないことが多くなった。さらに、量産効果で逆転することもあり、ダイハツ・コペンの場合、2010年（平成22年）のマイナーチェンジでMT車のほうがAT車よりわずかながら高くなった。また、フィットRSの場合、トランスミッション以外の装備の差も含めて、MT車のほうがCVT車より20万円以上高く設定されていた時期がある[注釈 2]。一方、近年のトヨタ車（カローラやヤリス）はMT仕様の方が価格が安く設定されている。
- 自動変速技術の向上、自動変速に連動させたエンジン回転数、燃料噴射などの制御技術など変速機以外の技術向上によって、総合面での効率上のMTの優位は小さくなり、近年ではほぼ逆転している。2019年時点ではほとんどの車種においてAT、またはCVTの方が燃費が良い。
  - 一例としてトヨタ・カローラスポーツの1,200 ccガソリンターボエンジン搭載車の2WDモデル（NRE210H）の燃費は、CVTは16.4 km/Lであるのに対し、6速MT車は15.8 km/Lである（いずれもWLTCモード）[10]。
- かつてはスポーツカーはMTを搭載することが一般的であったが、高速域でクラッチを切り変速することは危険を伴うため、日産・GT-R、ホンダ・NSXなど大排気量スポーツカーはモデルチェンジの末にATまたはDCTのみとなっている。フェラーリやランボルギーニもMTを廃止している[11]。また、F1カーをはじめとしたプロ向けレーシングカーでも、MTのクラッチ操作を自動化したセミATが主流になっている。一方で、スバル・WRX VAやポルシェ・ケイマン、マツダ・ロードスターのようにMTを残すスポーツカーも存在する。

## 日本国外の普及状況
1980年代以降、一般的な乗用車はATへの移行が進み、アメリカのMT車の普及率は4.4%、日本の場合は1.7%である。アメリカと日本のメーカーの各国内向けに販売される車種は、ほとんどがATを搭載した仕様で、現在もMTが主流な欧州車も、日本や北米へ輸出されるものにはMTが設定されていない車種が多い。その他東南アジア、中国、中東、豪州などでもATが標準的である。
ヨーロッパではMT車の販売台数が多く、日本のメーカーで日本国内仕様にはMTを設定しない車種でも輸出用にはMTを設定している車種がある。ヨーロッパでMT車が多いことについてプジョーは、ヨーロッパの人間はATについて知識不足であり、ネガティブなイメージを持っていること、販売価格がMTより高く普及しにくいとしている。
しかし、近年はイタリア車・フランス車ではATの技術が大幅に進歩してきており、ラインアップにも多数採用されてきていることからATのイメージも改善。片手が自由になるメリットも認知されるようになり、車種によっては過半数から90%がAT車が選ばれるなど、徐々にATが主流となりつつある。